# Västra Götalands läns norra valkrets
Västra Götalands läns norra valkrets är sedan 1998 namnet på en av de 29 valkretsarna för val till riksdagen och landsting. Valkretsen består från 1 januari 2018 av kommunerna Bengtsfors, Dals-Ed, Färgelanda, Lysekil, Mellerud, Munkedal, Orust, Sotenäs, Strömstad, Tanum, Trollhättan, Uddevalla, Vänersborg och Åmål.
När Västra Götalands län bildades 1998 motsvarade Västra Götalands läns valkrets den tidigare Älvsborgs läns norra valkrets, och omfattade således kommunerna Ale, Alingsås, Bengtsfors, Dals-Ed, Färgelanda, Herrljunga, Lerum, Lilla Edet, Mellerud, Trollhättan, Vårgårda, Vänersborg och Åmål. Inför valet 2018 ombildades valkretsarna i Västra Götalands län och kommunerna Lysekil, Munkedal, Orust, Sotenäs, Strömstad, Tanum och Uddevalla flyttades från Västra Götalands läns västra valkrets till Västra Götalands läns norra valkrets. Samtidigt flyttades kommunerna Ale, Alingsås, Lerum och Lilla Edet till Västra Götalands läns västra valkrets och Herrljunga och Vårgårda flyttades till Västra Götalands läns södra valkrets.
De övriga valkretsarna i Västra Götalands län är Västra Götalands läns västra valkrets, Västra Götalands läns östra valkrets, Västra Götalands läns södra valkrets och Göteborgs kommuns valkrets.

## Ledamöter (ej komplett lista)

### 1998/99–2001/02
- Marianne Andersson, c[3]
- Elver Jonsson, fp[3]
- Fanny Rizell, kd[3]
- Ingemar Vänerlöv, kd[3]
- Björn Leivik, m[3]
- Elizabeth Nyström, m[3]
- Barbro Johansson, mp[3]
- Britt Bohlin, s[3]
- Ingvar Johnsson, s[3]
- Christina Nenes, s[3]
- Nils-Erik Söderqvist, s[3]
- Stig Sandström, v[3]

### 2002/03–2005/06
- Annika Qarlsson, c[4]
- Anita Brodén, fp[4]
- Ingemar Vänerlöv, kd[4]
- Elizabeth Nyström, m[4]
- Barbro Feltzing, mp[4]
- Britt Bohlin, s[4]
- Peter Johnsson, s[4]
- Christina Nenes, s[4]
- Nils-Erik Söderqvist, s[4]
- Rossana Valeria Dinamarca, v[4]

### 2006/07–2009/10
- Annika Qarlsson, c[5]
- Anita Brodén, fp[5]
- Ingemar Vänerlöv, kd[5]
- Mikael Cederbratt, m[5]
- Björn Leivik, m[5]
- Peter Rådberg, mp[5]
- Britt Bohlin Olsson, s[5] (2006/07–31/5 2008)
- Jörgen Hellman, s[5]
- Peter Jonsson, s[5]
- Christina Nenes, s[5]
- Rossana Dinamarca, v[5]

### 2010/11–2013/14
- Annika Qarlsson, C[6]
- Anita Brodén, FP[6]
- Penilla Gunther, KD[6]
- Mikael Cederbratt, M[6]
- Henrik Ripa, M[6]
- Camilla Waltersson Grönvall, M[6]
- Peter Rådberg, MP[6]
- Jörgen Hellman, S[6]
- Peter Johnsson, S[6]
- Christina Oskarsson, S[6]
- Erik Almqvist, SD[6]
- Rossana Dinamarca, V[6]

### 2014/15–2017/18
- Annika Qarlsson, C[7]
- Said Abdu, FP/L[7]
- Penilla Gunther, KD[7]
- Mikael Cederbratt, M[7]
- Camilla Waltersson Grönvall, M[7]
- Janine Alm Ericson, MP[7]
- Maria Andersson Willner, S[7]
- Jörgen Hellman, S[7]
- Paula Holmqvist, S[7]
- Peter Johnsson, S[7]
- Jonas Millard, SD[7]
- Markus Wiechel, SD[7]
- Rossana Dinamarca, V[7]

### 2018/19–2021/22
- Fredrik Christensson, C[8]
- Magnus Jacobsson, KD[8]
- Ann-Sofie Alm, M[8]
- Johan Hultberg, M[8]
  - Lars-Arne Staxäng, M (ersättare för Johan Hultberg 9/9 2019–29/2 2020)
- Jörgen Hellman, S[8] (2018/19–10/6 2022)
- Paula Holmqvist, S[8]
- Mats Wiking, S[8]
- Matheus Enholm, SD[8]
- Jimmy Ståhl, SD[8]
- Elin Segerlind, V[8]

### 2022/23–2025/26
- Magnus Jacobsson, KD[9]
- Ann-Sofie Alm, M[9]
- Johan Hultberg, M[9]
- Paula Holmqvist, S[9]
- Louise Thunström, S[9]
- Mats Wiking, S[9]
- Matheus Enholm, SD[9]
- Markus Wiechel, SD[9]